# Heinrich Köselitz
Heinrich Köselitz, även känd under pseudonymen Peter Gast, född 10 januari 1854 i Annaberg, död 15 augusti 1918, var en tysk kompositör. 
Köselitz studerade vid konservatoriet i Leipzig och vid universitetet i Basel, bland annat för Friedrich Nietzsche, vars vän, litteräre medarbetare och musikaliske rådgivare han senare blev. Han vistades en tid i Italien och var 1900-08 verksam vid Nietzschearkivet i Weimar. Bland Köselitz tonsättningar, som utmärks av en sydländsk melodik, märks operan Der Löwe von Venedig (tryckt 1901, uppförd under namnet Die heimliche Ehe redan 1891), solosånger, en symfoni, en stråkkvartett, körer med mera.
Peter Gast, Friedrich Nietzsches "Så talade Zarathustra". Övers. Albert Ericsson. Hilaritas förlag, Johanneshov 1994.